# Smrtící nymfa
Smrtící nymfa (v srbském originále Mamula) je srbsko-černohorský filmový horor z roku 2014.

## Děj
Dvě americké dívky, Kelly a Lucy, přijedou do Černé Hory navštívit kamarádku z vysoké školy, která tam žije. Spolu s hostitelem a jeho snoubenkou se vydají na výlet k Jaderskému moři na motorovém člunu. Ukáže se, že u nedalekého ostrova Mamula na ně čeká krvežíznivá mořská panna.

## Obsazení
- Kristina Klib - Keli
- Natali Bern - Lucy
- Slobodan Stefanović - Alex
- Dragan Mićanović - Boban
- Miodrag Krstović - strażnik
- Janko Cekić - Sergej
- Jelena Rakočević - Ana
- Sofija Rajović - Jasmina
- Zorana Kostić Obradović - mořská panna
- Franco Nero - Niko